# Squash-Mannschaftseuropameisterschaft 1977
Die Mannschaftseuropameisterschaft der Herren 1977 im Squash fand vom 1. bis 4. Mai 1977 in Sheffield im Vereinigten Königreich statt. Insgesamt traten 13 Mannschaften bei der 5. Auflage der Meisterschaft an.
Die teilnehmenden Mannschaften, die aus fünf Spieler bestanden, traten in drei Gruppen an. Innerhalb der Gruppen wurde im Round-Robin-Modus gespielt, die Gruppensieger zogen in die Finalgruppe ein. Dort setzte sich England gegen Schweden und Schottland mit jeweils 5:0 durch. Zum englischen Kader gehörten Jonathan Leslie, Ian Robinson, Philip Ayton, Barry O’Connor, David Pearson.

## Ergebnisse

### Vorrunde

#### Gruppe A
| Rang | Land        | Sp. | S | N | Sp.-Diff. | Punkte |
| ---- | ----------- | --- | - | - | --------- | ------ |
| 1    | England     | 4   | 4 | 0 | 20:0      | 8      |
| 2    | Finnland    | 4   | 3 | 1 | 14:6      | 6      |
| 3    | Niederlande | 4   | 2 | 2 | 9:11      | 4      |
| 4    | Dänemark    | 4   | 1 | 3 | 7:13      | 2      |
| 5    | Frankreich  | 4   | 0 | 4 | 0:20      | 0      |

| England  | – | Finnland    | 5:0 |
| England  | – | Niederlande | 5:0 |
| England  | – | Dänemark    | 5:0 |
| England  | – | Frankreich  | 5:0 |
| Finnland | – | Frankreich  | 5:0 |

| Finnland    | – | Niederlande | 4:1 |
| Finnland    | – | Dänemark    | 5:0 |
| Niederlande | – | Dänemark    | 3:2 |
| Niederlande | – | Frankreich  | 5:0 |
| Dänemark    | – | Frankreich  | 5:0 |

#### Gruppe B
| Rang | Land         | Sp. | S | N | Sp.-Diff. | Punkte |
| ---- | ------------ | --- | - | - | --------- | ------ |
| 1    | Schottland   | 3   | 3 | 0 | 14:1      | 6      |
| 2    | Wales        | 3   | 2 | 1 | 11:4      | 4      |
| 3    | Schweiz      | 3   | 1 | 2 | 3:12      | 2      |
| 4    | Griechenland | 3   | 0 | 3 | 2:13      | 0      |

| Schottland | – | Wales        | 4:1 |
| Schottland | – | Schweiz      | 5:0 |
| Schottland | – | Griechenland | 5:0 |
| Wales      | – | Schweiz      | 5:0 |
| Wales      | – | Griechenland | 5:0 |
| Schweiz    | – | Griechenland | 3:2 |

#### Gruppe C
| Rang | Land        | Sp. | S | N | Sp.-Diff. | Punkte |
| ---- | ----------- | --- | - | - | --------- | ------ |
| 1    | Schweden    | 3   | 3 | 0 | 13:2      | 6      |
| 2    | Irland      | 3   | 2 | 1 | 12:3      | 4      |
| 3    | Belgien     | 3   | 1 | 2 | 5:10      | 2      |
| 4    | Deutschland | 3   | 0 | 3 | 0:15      | 0      |

| Schweden | – | Irland      | 3:2 |
| Schweden | – | Belgien     | 5:0 |
| Schweden | – | Deutschland | 5:0 |
| Irland   | – | Belgien     | 5:0 |
| Irland   | – | Deutschland | 5:0 |
| Belgien  | – | Deutschland | 5:0 |

### Finalrunde

#### Plätze 10–13
| Rang | Land         | Sp. | S | N | Sp.-Diff. | Punkte |
| ---- | ------------ | --- | - | - | --------- | ------ |
| 10   | Dänemark     | 2   | 2 | 0 | 10:0      | 4      |
| 11   | Frankreich   | 2   | 2 | 0 | 8:2       | 4      |
| 12   | Deutschland  | 3   | 1 | 2 | 4:10      | 2      |
| 13   | Griechenland | 2   | 0 | 2 | 0:15      | 0      |

| Deutschland | – | Griechenland | 3:2 |
| Dänemark    | – | Deutschland  | 5:0 |
| Frankreich  | – | Deutschland  | 3:2 |
| Frankreich  | – | Griechenland | 5:0 |

#### Plätze 7–9
| Rang | Land        | Sp. | S | N | Sp.-Diff. | Punkte |
| ---- | ----------- | --- | - | - | --------- | ------ |
| 7    | Niederlande | 2   | 2 | 0 | 10:0      | 4      |
| 8    | Belgien     | 2   | 1 | 1 | 5:5       | 2      |
| 9    | Schweiz     | 2   | 0 | 2 | 0:10      | 0      |

| Niederlande | – | Schweiz | 5:0 |
| Niederlande | – | Belgien | 5:0 |
| Belgien     | – | Schweiz | 5:0 |

#### Plätze 4–6
| Rang | Land     | Sp. | S | N | Sp.-Diff. | Punkte |
| ---- | -------- | --- | - | - | --------- | ------ |
| 4    | Irland   | 2   | 2 | 0 | 8:2       | 4      |
| 5    | Finnland | 2   | 1 | 1 | 5:5       | 2      |
| 6    | Wales    | 2   | 0 | 2 | 2:8       | 0      |

| Irland   | – | Wales    | 4:1 |
| Irland   | – | Finnland | 4:1 |
| Finnland | – | Wales    | 4:1 |

#### Plätze 1–3
| Rang | Land       | Sp. | S | N | Sp.-Diff. | Punkte |
| ---- | ---------- | --- | - | - | --------- | ------ |
| 1    | England    | 2   | 2 | 0 | 10:0      | 4      |
| 2    | Schweden   | 2   | 1 | 1 | 3:7       | 2      |
| 3    | Schottland | 2   | 0 | 2 | 2:8       | 0      |

| England  | – | Schottland | 5:0 |
| England  | – | Schweden   | 5:0 |
| Schweden | – | Schottland | 3:2 |

## Abschlussplatzierungen
| Rang | Mannschaft  |
| 01.  | England     |
| 02.  | Schweden    |
| 03.  | Schottland  |
| 04.  | Irland      |
| 05.  | Finnland    |
| 06.  | Wales       |
| 07.  | Niederlande |
| 08.  | Belgien     |

| Rang | Mannschaft   |
| 09.  | Schweiz      |
| 10.  | Dänemark     |
| 11.  | Frankreich   |
| 12.  | Deutschland  |
| 13.  | Griechenland |